# Abra (zpěvačka)
Gabrielle Olivia Mirville, známá pod jménem Abra (stylizováno jako ABRA), je americká zpěvačka, skladatelka, herečka a hudební producentka původem z Queens v New Yorku. Abra a žila v dětství osm let v Londýně a vydává hudbu skrze nahrávací společnost Awful Records.

## Diskografie

### Studiová alba
- Rose (2015)

### EP
- BLQ Velvet (2015)
- Princess (2016)

### Singly
- Diamonds & Gold (2012)
- Don't Kill Men (2012)
- Oh Come, Oh Come, Emmanuel (2014)
- Sin City (2014)
- NEEDSUMBODY (2014)
- CENTERSTAGE 1.17 (2015)
- Then U Get Some (2015)
- BFF (2015)
- ABRA feat. Father - U Ain't Got To Lie (2015)
- Bounty (2016)
- NOVACANE (2017)
- BACARDI (2017)
- B.R.A.T (2018)